# Burcu Yüksel
Burcu Ayhan Yüksel (née le 3 mai 1990 à Kadirli) est une athlète turque, spécialiste du saut en hauteur.

## Biographie

### Carrière chez les jeunes
Avant sa médaille d'argent aux Jeux méditerranéens de 2009 à Pescara, avec 1,89 m (record personnel), sa meilleure performance était de 1,85 m à Istanbul (2009) et à Izmir (2008). Elle égale son record national junior de 1,89 m à Novi Sad le 26 juillet 2009 pour remporter la médaille de bronze aux Championnats d'Europe juniors et franchit 1,90 m à Eskişehir le 10 juillet 2010.
Elle avait terminé 10e des Championnats du monde juniors à Bydgoszcz et 14e lors des Championnats du monde jeunesse à Ostrava. Elle termine 9e des Championnats d'Europe de Barcelone de 2010, avec 1,92 m. Elle est médaillée de bronze lors des Championnats d'Europe espoirs d'athlétisme 2011 à Ostrava en battant son record national avec 1,94 m.

### Début en séniors
En 2012, elle termine sixième ex-aecquo avec Melanie Skotnik lors des Championnats d'Europe d'Helsinki avec 1,92 m. Aux Jeux olympiques de Londres, elle se classe douzième avec 1,89 m. Elle avait réalisé 1,93 m en qualifications.
En 2013, elle est médaille d'or ex æquo lors des Jeux méditerranéens à Mersin avec 1,92 m avant de réaliser une contre-performances aux Championnats du monde de Moscou où elle n'atteint pas la finale, ne réalisant qu'1,83 m.

### 2014 - 2015
Des problèmes physiques viennent la gêner lors de ses saisons 2014 et 2015. En 2014, elle réalise 1,87 m à Istanbul (en salle) pour se classer troisième des Championnats des Balkans. Son record national en salle est d'1,88 m. Aux Championnats d'Europe de Zurich en août, elle termine dernière des qualifications avec 1,75 m.
En 2015, elle est vice-championne des Balkans en salle (1,85 m) et se classe quatrième lors de l'édition en plein air (1,83 m) derrière les Bulgares Mirela Demireva (1,91 m), Venelina Veneva-Mateeva (1,87 m) et la Monténégrine Marija Vuković (1,87 m). Elle ne participe pas aux Championnats du monde de Pékin.

### 2016

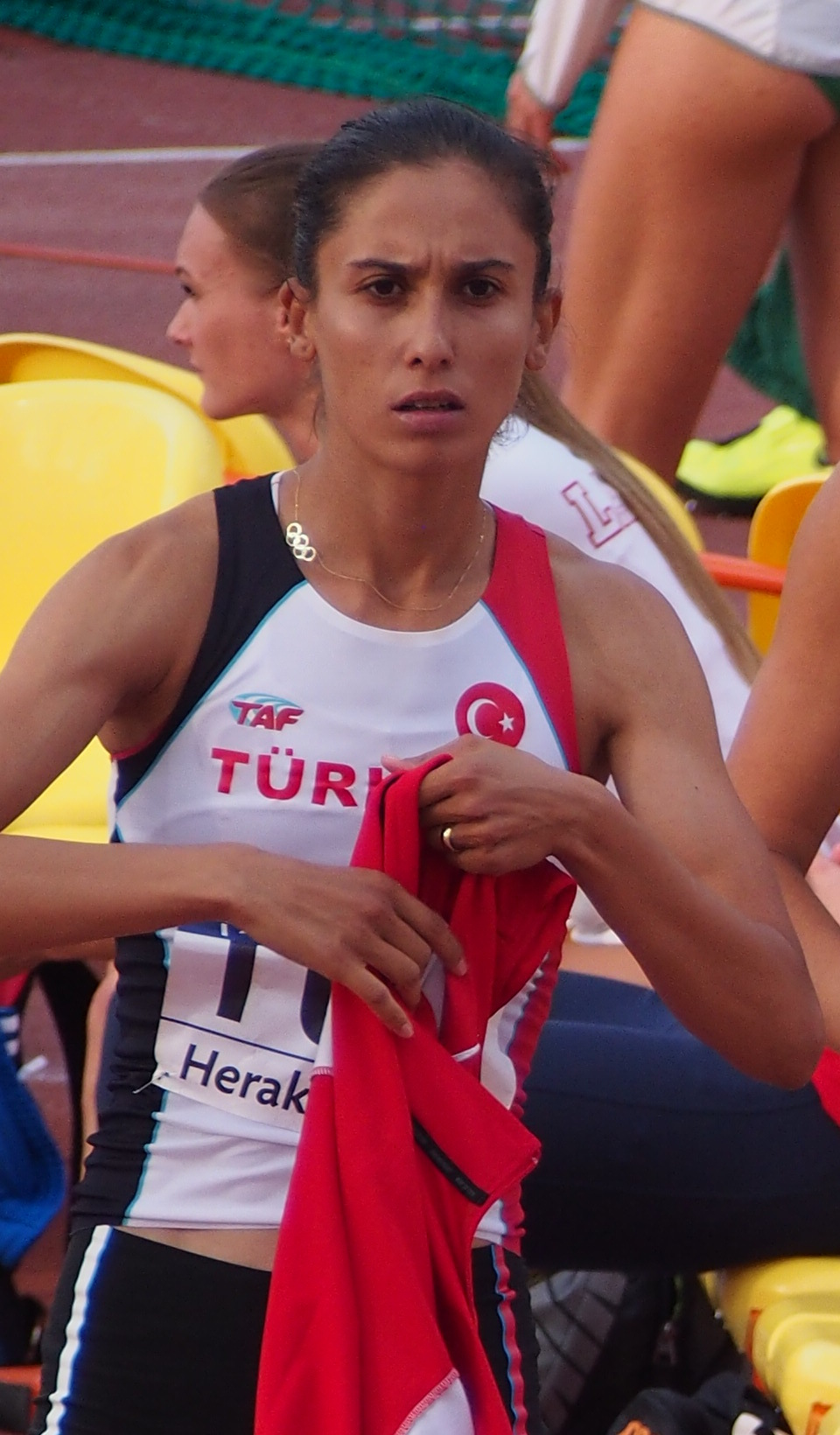
Burcu Yüksel en 2015

Burcu Yüksel fait sa rentrée hivernale le 27 décembre 2015 à Istanbul où elle réalise 1,85 m. Le 16 janvier 2016, elle réalise 1,87 m. Le 29 janvier, la Turque franchit 1,85 m lors du meeting de Split et se classe cinquième de la compétition . Le 13 février, Ayhan franchit à nouveau 1,87 m.

## Vie privée
Elle est devenue maman d'une petite fille en 2017.

## Palmarès
| Date | Compétition                       | Lieu      | Résultat | Marque |
| ---- | --------------------------------- | --------- | -------- | ------ |
| 2008 | Championnats du monde juniors     | Bydgoszcz | 10e      | 1,78 m |
| 2009 | Jeux méditerranéens               | Pescara   | 2e       | 1,89 m |
| 2009 | Championnats d'Europe juniors     | Novi Sad  | 3e       | 1,89 m |
| 2010 | Championnats d'Europe             | Barcelone | 9e       | 1,92 m |
| 2011 | Championnats des Balkans          | Sliven    | 1re      | 1,86 m |
| 2011 | Championnats d'Europe espoirs     | Ostrava   | 3e       | 1,94 m |
| 2012 | Championnats des Balkans en salle | Istanbul  | 4e       | 1,85 m |
| 2012 | Championnats d'Europe             | Helsinki  | 6e       | 1,92 m |
| 2012 | Championnats des Balkans          | Eskişehir | 1re      | 1,90 m |
| 2012 | Jeux olympiques                   | Londres   | 11e      | 1,89 m |
| 2013 | Championnats d'Europe par équipes | Gateshead | 5e       | 1,85 m |
| 2013 | Universiade                       | Kazan     | 6e       | 1,87 m |
| 2013 | Jeux méditerranéens               | Mersin    | 1re      | 1,92 m |
| 2014 | Championnats des Balkans en salle | Istanbul  | 3e       | 1,87 m |
| 2014 | Championnats d'Europe par équipes | Brunswick | 7e       | 1,83 m |
| 2014 | Championnats des Balkans          | Pitești   | 3e       | 1,83 m |
| 2015 | Championnats des Balkans en salle | Istanbul  | 2e       | 1,85 m |
| 2015 | Championnats d'Europe par équipes | Héraklion | 2e       | 1,88 m |
| 2015 | Championnats des Balkans          | Pitești   | 4e       | 1,83 m |
| 2016 | Championnats des Balkans en salle | Istanbul  | 1re      | 1,87 m |
| 2016 | Championnats des Balkans          | Pitesti   | 3e       | 1,85 m |

## Records
| Épreuve         | Épreuve      | Performance | Lieu    | Date            |
| --------------- | ------------ | ----------- | ------- | --------------- |
| Saut en hauteur | En plein air | 1,94 m (NR) | Ostrava | 16 juillet 2011 |
| Saut en hauteur | En salle     | 1,88 m      | Tallinn | 25 février 2012 |